# Международное братство водителей грузовиков
Международное братство водителей грузовиков (МБВТ) (англ. International Brotherhood of Teamsters (IBT), также известное просто как Teamsters) — американский и канадский профсоюз работников сферы автомобильных перевозок. Объединяет как синих воротничков (водителей, работников сервисных служб, складских рабочих), так и офисных работников.

## История
Профсоюз был создан в 1903 году на базе уже двух существующих профсоюзов — Международного профсоюза извозчиков (англ. Team Drivers’ International Union), входившего в Американскую федерацию труда, и Национального профсоюза извозчиков (англ. National Union of Teamsters). Первым председателем организации стал бостонский профсоюзный активист Корнелиус Ши.
Первой крупной забастовкой профсоюза была стачка в Чикаго в 1905 году. Начавшаяся как забастовка текстильщиков, позднее стачка преобразовалась в забастовку солидарности. Протесты закончились силовым столкновением бастующих с полицией и штрейкбрехерами, поражением профсоюза и судебным процессом над профсоюзными руководителями, который закончился безрезультативно и в результате которого суд присяжных оправдал профсоюзных активистов.
В период с 1910-х по 1930-е годы под руководством президента Дэниэла Тобина, МБВТ планомерно увеличивало свою численность, достигнув отметки в 90 тысяч членов в 1930 году. Впоследствии, в 1941 году профсоюз расширился до полумиллиона членов из-за развития безрельсового транспорта и распространения автомобилей, а также из-за принятия в профсоюз работников пищевой промышленности, работников заправочных станций и складов, что делало возчиков самым быстрорастущим профсоюзом в США. Однако участились и конфликты со смежными профсоюзами, также претендовавшими на организацию этих работников.
Одним из заметнейших событий в истории профсоюза за этот период была всеобщая забастовка в Миннеаполисе 1934 года. Там радикальное местное отделение 574 под руководством членов троцкистской Коммунистической лиги Америки (предшественницы Социалистической рабочей партии) Фаррела Доббса, Карла Скоглунда и братьев Данн успешно организовывало водителей, вопреки противодействию президента национального профсоюза, ярого антикоммуниста Тобина, отказавшегося поддержать их прошлогоднюю стачку. Ячейка снова забастовала в мае 1934 года, власти объявили военное положение и открыли огонь по пикету бастующих в «Кровавую пятницу» 20 июля. Хотя забастовка увенчалась успехом и заставила работодателей признать профсоюз, Тобин исключил местную ячейку 574, но под давлением актива в 1936 году был вынужден восстановить её как отделение 544, вскоре успешно объединившее четверть миллиона членов на Среднем Западе в Центральную конференцию водителей грузовиков.
После президентства Тобина, МБВТ отметился рядом скандалов, связанными с обвинениями в коррупции и связями с организованной преступностью. В 1957 году в отставку был отправлен президент профсоюза Дэйв Бек, обвиненный в коррупции специальным комитетом Сената США по ненадлежащей деятельности в сфере труда и управления. Сменивший Бека Джимми Хоффа в 1967 году был отправлен в тюрьму по обвинению в мошенничестве. В 1975 году, после выхода из тюрьмы, Хоффа бесследно исчез.
После президентства Хоффы, из-за связей с организованной преступностью и деятельности правительства, профсоюз начал терять сторонников. В 1979 году конгрессом США был принят закон о дерегулировании отрасли грузоперевозок, в результате чего количество профсоюзных организаций в сфере грузоперевозок снизилось на 50 %. Число членов МБВТ упало с 2 миллионов в 1970-х до 1,5 миллиона к 2000 году. Также, в 1989 году федеральное правительство, ссылаясь на закон RICO, принудило профсоюз принять соглашение, которое давало право государственным органам осуществлять расширенный надзор над действиями профсоюз и вмешиваться в деятельность профсоюза. Примером вмешательства может служить отстранение Рона Кэри от должности президента братства в 1998 году внутренним наблюдательным советом IBT, созданным согласно договору 1989 года.
В 2005 году IBT вместе с несколькими другими профсоюзами вышел из АФТ-КПП и основал новый национальный профцентр Change to Win, который сегодня именуется Стратегический организационный центр.

## Президенты профсоюза
| - 1903: Корнелиус Ши - 1907: Дэниэл Тобин - 1952: Дэйв Бек - 1957: Джимми Хоффа - 1971: Фрэнк Фицсиммонс - 1981: Джордж Мок (и. о.) - 1981: Рой Уильямс | - 1983: Джеки Прессер - 1988: Уэлдон Мэтис (и. о.) - 1989: Уильям Маккарти - 1991: Рон Кэри - 1997: Том Север (и. о.) - 1997: Джеймс Филлип Хоффа - 2022: Шон О’Брайен |

## Политическая позиция
На президентских выборах профсоюз поддерживал кандидатуры Ричарда Никсона, Рональда Рейгана и Джорджа Буша-старшего, в дальнейшем — демократов (за исключением 1996 г., когда воздержался от выбора).
В 2024 г. глава профсоюза впервые в истории объединения выступил на республиканском национальном съезде.
На выборах 2024 года профсоюз не смог выбрать кандидата для поддержки. Объединение имело сильное присутствие в колеблющихся штатах и могло сыграть важную роль на выборах.

## Влияние коррупции и организованной преступности
Общественности известны некоторые случаи, когда руководители и активисты Международного братства водителей грузовиков совершали противозаконные действия.
В 1905 году против первого президента профсоюза Корнелиуса Ши были выдвинуты обвинения во взяточничестве и вымогательстве. Обвинения были выдвинуты основываясь на косвенных доказательствах того, что Ши вымогал деньги у представителей мясоперерабатывающей промышленности в обмен на урегулирование забастовок на скотных дворах. Однако, представители самих мясопереработчиков выступили против этих обвинений, в результате чего Корнелиус Ши был обвинен только в супружеской измене. После поражения на выборах президента профсоюза, Ши был заключен в тюрьму за нападение с ножом на свою любовницу.
В 1962 году экс-президент IBT Дэйв Бек был признан виновным в хищении 1900 долларов от продажи автомобиля Cadillac, принадлежащего профсоюзу и в уклонении от уплаты налогов.
В 1964 году президент МБВТ Джимми Хоффа был осужден за мошенничество, попытку взяточничества и подкуп присяжных, но помилован в 1971 году Ричардом Никсоном. Во время президентства Джимми Хоффы, первичные профсоюзные организации IBT могли возглавлять мафиози, как например Джозеф Глимко, который являлся председателем местного отделения IBT № 777 в Чикаго и капореджиме Чикагского филиала.
В 1985 году президенту профсоюза Джеки Прессеру были предъявлены обвинения в мошенничестве. Однако, Министерство юстиции вскоре прекратило расследования против Прессера, когда пресса обнаружила, что он являлся информатором ФБР на протяжении 13 лет и бюро позволяло ему совершать некоторые преступления.
Вице-президент братства Гарольд Фридман, секретарь местного отделения профсоюза № 507 Энтони Хьюз и экс-президент профсоюза Джеки Прессер (умерший до вынесения приговора) в 1989 году был признаны виновными в мошенничестве, а в частности в найме «сотрудников-призраков», которые получали зарплату и льготы от профсоюза, не выполняя никакой работы. Преимущественно из-за этого дела, федеральное правительство, опираясь на закон RICO, принудило профсоюз принять соглашение об осуществлении надзора над действиями профсоюза и утвердить прямые выборы президента профсоюза.